# Bois-Rouge
Bois-Rouge, ou Bois Rouge, est un lieu-dit de l'île de La Réunion, département et région d'outre-mer français dans le sud-ouest de l'océan Indien. Il constitue un quartier de la commune de Saint-Paul au sud-est du centre-ville.

## Toponymie
Le nom du site fait référence à un arbre endémique, Elaeodendron orientale, autrefois répandu sur le littoral et sur-exploité pour ses qualités en charpenterie.

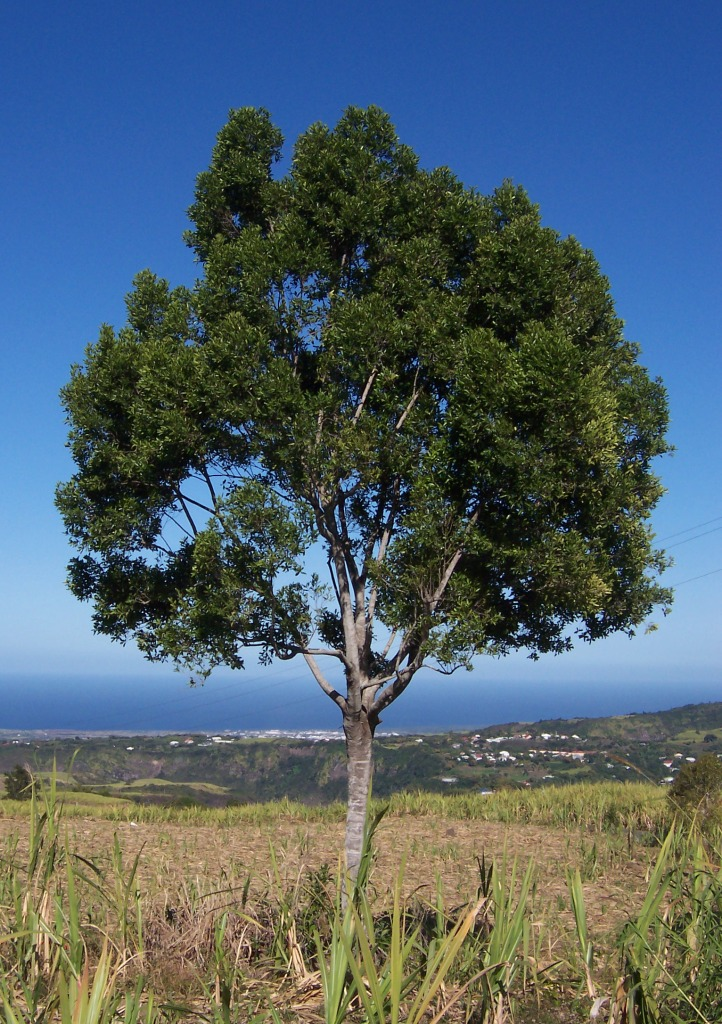
Jeune bois rouge